# Anomala metalla
Anomala metalla är en skalbaggsart som beskrevs av Ohaus 1923. Anomala metalla ingår i släktet Anomala och familjen Rutelidae. Inga underarter finns listade i Catalogue of Life.